# Seemone
Seemone, née Léa Simoncini le 5 mai 1997 à Paris, est une chanteuse française révélée par le programme Destination Eurovision 2019.

## Biographie
Léa Simoncini est la fille du chef d'entreprise Marc Simoncini. Elle naît le 5 mai 1997 avec une malformation vocale : « Une de mes cordes vocales est coupée en deux, mais pas entièrement. [...] C'est ce qui fait que j'ai cette voix-là depuis toute petite... »
Elle joue du piano depuis 2016, puis se met à chanter à la suite de sa rencontre avec Fabrice Mantegna, qui deviendra son directeur artistique et son manager. Elle monte son projet « Seemone » avec lui et l'aide d'Alexandre Mazarguil, un musicien, ingénieur du son et producteur.
En 2018, elle sort son premier single, Nightbird, écrit et composé par Fabrice Mantegna, Alexandre Mazarguil et Mehdi Messouci (VÆV). Ce titre chanté en anglais est une métaphore évoquant l'envol d'une jeune fille se sentant mal à l'aise dans le monde où elle évoluait. Son clip est un hommage à Pina Bausch. Elle poursuit avec le titre Que reste-t-il de nous ?.
Le 19 janvier 2019, à l'âge de vingt-et-un ans, elle participe à Destination Eurovision 2019, sa première scène. Elle s'illustre avec sa chanson Tous les deux, une ballade intimiste en « piano-voix » dédiée à son père qu'elle a co-écrit et co-composé avec Fabrice Mantegna et Alexandre Mazarguil. Sa prestation est saluée par des commentaires élogieux : « une vraie révélation » pour Garou, « une voix est née » pour André Manoukian. Elle remporte la première place de sa demi-finale en récoltant les douze points (première place) des cinq jurés internationaux. Lors de la finale, elle finit à la deuxième place derrière Bilal Hassani, avec 156 points, dont 94 de la part du jury, qui la classait première. 
Cependant, sa chanson est choisie pour représenter la France au Concours OGAE de la Seconde chance (en), organisé par l'Organisation générale des amateurs de l'Eurovision. Elle le remporte avec 294 points.
Le 31 mars 2020, elle dévoile son nouveau single Dans mes rêves dont le texte est signé Joëlle Kopf. Quelques semaines après, elle dévoile Cœur de pierre, ainsi que Brun de folie. Ils sont tous extraits de son premier album, éponyme, dont la sortie est programmée le 2 octobre 2020.
Le 4 novembre 2021, elle est finaliste du 11ème Prix Georges Moustaki à Paris, avec son premier album. Gauvain Sers est président du jury et Terrenoire est parrain de la promotion.

## Discographie

### Album studio
- 2020 : Seemone

### Singles
- 2018 : Nightbird
- 2019 : Tous les deux
- 2020 : Dans mes rêves
- 2020 : Coeur de Pierre
- 2020 : Brun de Folie